# J. C. Penney
JC Penney Company, Inc. (NYSE JCP ; o comunament coneguda com JCPenney o simplement Penneys) és una cadena de botigues departamentals dels Estats Units amb seu a Planol, Texas, un barri a l'extrem nord de la ciutat de Dallas. L'empresa opera més de 1067 botigues departamentals als 50 estats i Puerto Rico. JC Penney també opera mercaderies i venda per catàleg a nivell nacional en mercats petits, cosa que la converteix en una de les principals botigues per catàleg als Estats Units.

## Presència internacional

Logotip de Penneys entre 1963 i 1971.

Del 1995 al 2005 van operar 6 botigues a Mèxic, amb una estratègia diferent a la de les seves botigues als Estats Units: enfocades al segment premium i sense accés a crèdit directe. Van ser comprades per Grupo Carso i convertides a Dorian's (que posteriorment tancarien totes) i Sears (les del WTC a la Ciutat de Mèxic i Mèrida).

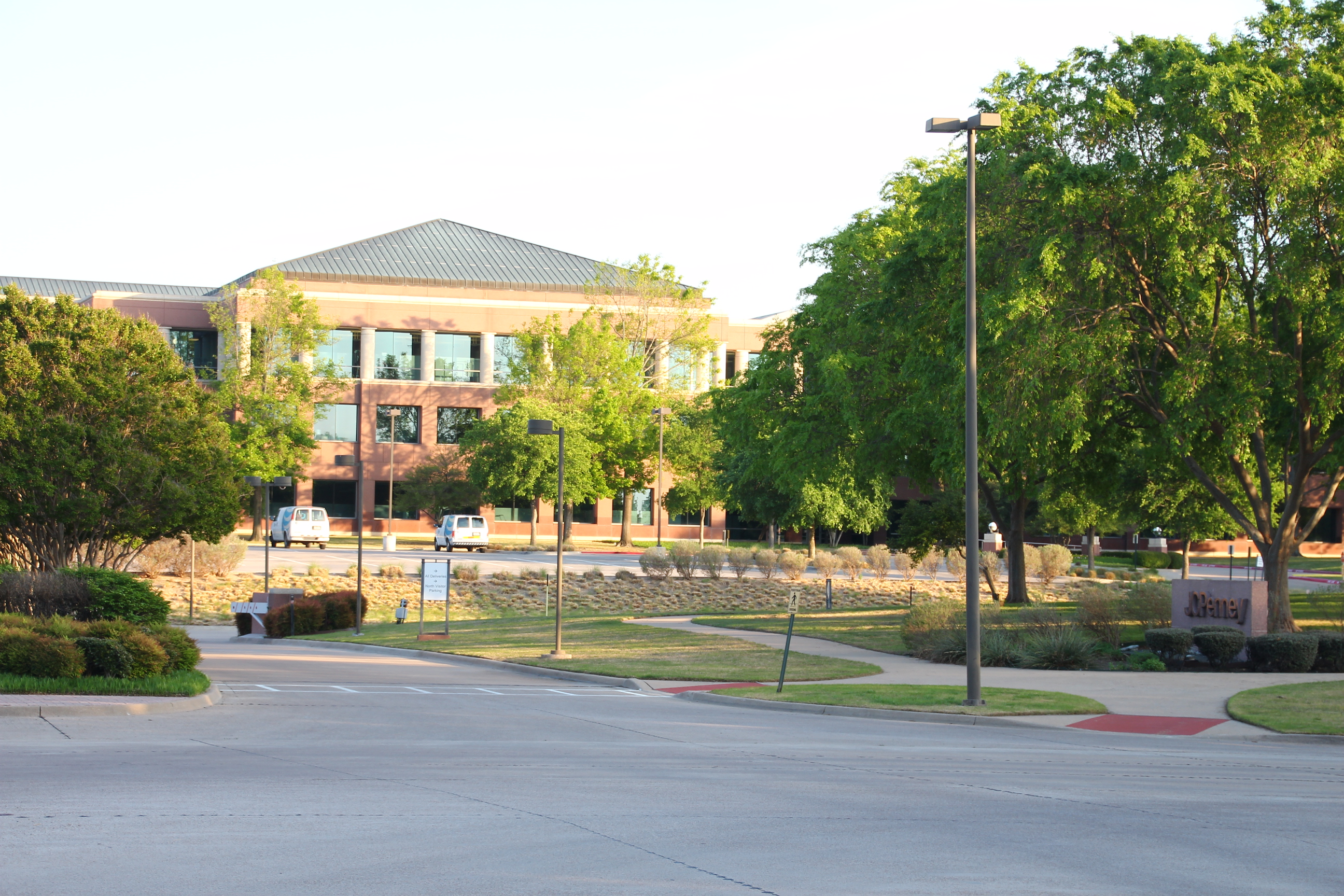
Seu social a Plano (Texas)

També va tenir presència a Xile amb una botiga al centre comercial Alto Las Condes de Santiago —a més d'una botiga d'articles de la llar anomenada JCPenney Home Store al Mall Parque Arauco—, però després de quatre anys d'operacions amb pèrdues (15 de març de 1995-29 de setembre de 1999), JCPenney es va veure obligada a vendre els seus actius al seu competidor local Magatzems París. La retirada de Xile va significar a la marca pèrdues per 20 milions de dòlars.
A més, les botigues JCPenney sovint arrenden espais a altres marques com ara Optical, Portrait Studios, Jewelry & Watch repair, etc.

## Eslògans
Aquí hi ha alguns eslògans en anglès de JCPenney usats en el passat i el present.
- A Nationwide Institution (Anys 20)
- Always First Quality
- We Know What You're Looking For (Principi dels 70)
- Where Fashion Comes to Life
- This Is JCPenney (Els 80)
- You're Looking Smarter Than Ever (Final dels 80-principi dels 90)
- Doing It Right (Principi dels 90-1997)
- I Love Your Style (1997-1998)
- Fun. Different. JCPenney (1999)
- It's All Inside (1999-2007)
- Every Day Matters (2007-2015)
- Getting Your Penney's Worth (2015-present)